# 滑銀漢魚屬
滑銀漢魚屬為輻鰭魚綱銀漢魚目擬銀漢魚科的其中一屬。

## 分類
- 沙丁滑銀漢魚(Leuresthes sardina)
- 細長滑銀漢魚(Leuresthes tenuis)

## 扩展阅读
- 維基物種上的相關：滑銀漢魚屬